# Bougy (Calvados)
Bougy – miejscowość i gmina we Francji, w regionie Normandia, w departamencie Calvados.
Według danych na rok 1990 gminę zamieszkiwało 256 osób, a gęstość zaludnienia wynosiła 84 osoby/km² (wśród 1815 gmin Dolnej Normandii Bougy plasuje się na 635. miejscu pod względem liczby ludności, natomiast pod względem powierzchni na miejscu 1036.).